# Dorothee Martin

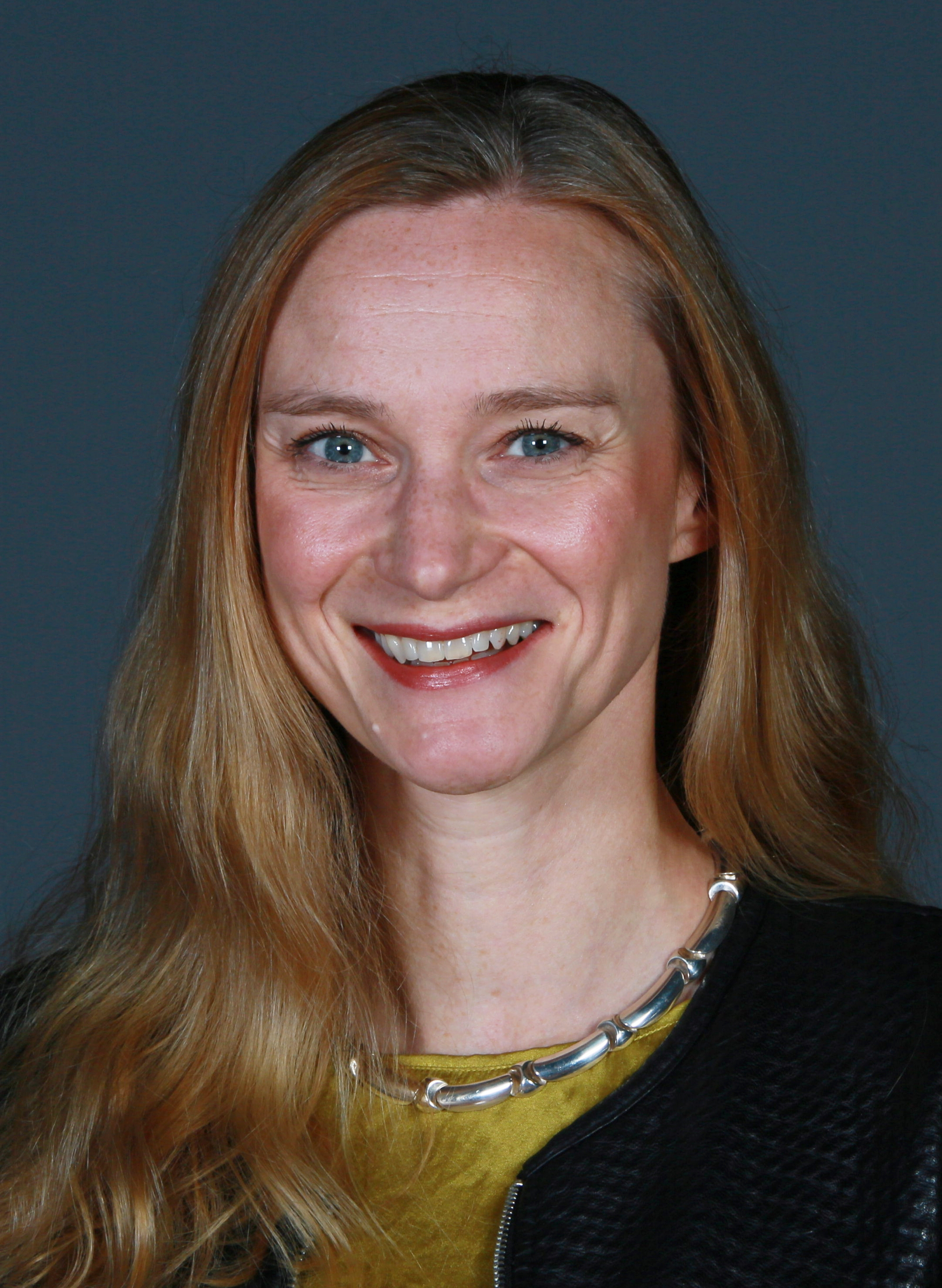
Martin em 2018

Dorothee Martin (nascida em 21 de janeiro de 1978) é uma política alemã do Partido Social Democrata da Alemanha (SPD) e desde 2020 membro do Bundestag, o parlamento alemão.

## Vida e política
Martin nasceu em 1978 na cidade alemã de Kaiserslautern e estudou ciências políticas e direito na Universidade de Hamburgo.
Martin ingressou no SPD em 1998 e foi de 2011 a 2020 membro do Parlamento de Hamburgo, a legislatura unicameral da cidade-estado federal de Hamburgo.
Em maio de 2020, Martin foi a substituta no Bundestag de Johannes Kahrs.